# Catharina Halkes
Catharina (Tine) Joanna Maria Halkes (Vlaardingen, 2 juli 1920 - Nijmegen, 21 april 2011) was een Nederlands katholiek theologe en feminist. 
Halkes studeerde Nederlands aan de Rijksuniversiteit Leiden en was werkzaam als lerares Nederlands in Breda. Later studeerde ze pastorale theologie aan de Katholieke Theologische Universiteit Utrecht en aan de Katholieke Universiteit Nijmegen.
Halkes raakte in de jaren tachtig van de twintigste eeuw als lid van de Acht-Mei-beweging bekend door haar kritische opstelling tegen de toenmalige paus Johannes Paulus II, die er naar haar smaak te conservatieve denkbeelden op nahield.  
Daarnaast was Halkes een gematigd vertegenwoordigster van de feministische theologie en een prominent lid van de katholieke vrouwenbeweging. Halkes was van 1983 tot 1986 de eerste hoogleraar feminisme en christendom in Nederland aan de Katholieke Universiteit Nijmegen waar ze sinds 1967 werkte. In 1982 ontving ze een eredoctoraat aan de Yale-universiteit. Haar bekendste werk is het boek Storm na de stilte uit 1964 over de positie van de vrouw in de Kerk. 